# William Milliken
William Grawn Milliken, född 26 mars 1922 i Traverse City, Michigan, död 18 oktober 2019 i Traverse City, var en amerikansk republikansk politiker. Han var guvernör i delstaten Michigan 1969–1983.
Fadern James T. Milliken var borgmästare i Traverse City. William Milliken utexaminerades från Yale University och deltog i andra världskriget i US Army Air Forces.
Milliken var viceguvernör i Michigan 1965–1969. Guvernör George W. Romney avgick den 22 januari 1969 för att tillträda ämbetet som USA:s bostadsminister och efterträddes av Milliken. Som republikanernas kandidat vann Milliken tre guvernörsval i rad: 1970, 1974 och 1978. Den nästan 14 år långa ämbetsperioden som guvernör är den längsta i Michigans historia. Michigans konstitution har senare ändrats så att numera får guvernören ställa upp till omval endast en gång. Republikanerna i Michigan nominerade Richard Headlee i guvernörsvalet 1982; demokraten James Blanchard vann valet och efterträdde Milliken som guvernör den 1 januari 1983.